# Novara (Veracruz)
Novara es una localidad ubicada en el municipio de Tres Valles en el estado mexicano de Veracruz. En el 2010 tenía una población de 2501.

## Geografía
Se encuentra ubicada en las coordenadas 18°12′05″N 96°06′39″O / 18.20139, -96.11083